# NGC 617
NGC 617 је спирална галаксија у сазвежђу Кит која се налази на NGC листи објеката дубоког неба.
Деклинација објекта је - 9° 46' 25" а ректасцензија 1h 34m 2,5s. Привидна величина (магнитуда) објекта NGC 617 износи 14,5 а фотографска магнитуда 15,3. NGC 617 је још познат и под ознакама MCG -2-5-7, NPM1G -10.0060, PGC 5831.